# مهرجان بغداد السينمائي 2024
مهرجان بغداد السينمائي 2024 هو النسخة الأولى للمهرجان اقيمت في الفترة من 10 إلى 14 شباط/فبراير 2024.

## لجان التحكيم
لجنة تحكيم مسابقة الأفلام الروائية الطويلة برئاسة المخرج السوري نجدت أنزور وتضم في عضويتها الممثلة العراقية فاطمة الربيعي، والممثل الكويتي محمد المنصور، والسيناريست العراقي حامد المالكي، والمخرج العراقي محمد الدراجي.
ولجنة تحكيم مسابقة الأفلام الروائية القصيرة برئاسة المخرج العراقي صلاح كرم، وتضم في عضويتها الممثل العراقي مقداد عبد الرضا، والممثلة المصرية منال سلامة.
ولجنة تحكيم مسابقة الأفلام الوثائقية برئاسة ماهر مجيد من العراق، والممثل العراقي باسم قهار، والمخرج العراقي فارس طعمة التميمي.
ولجنة تحكيم مسابقة أفلام الرسوم المتحركة (الإنيميشين) برئاسة العراقي ناصر حسن، وتضم في عضويتها المخرج المصري محمد أبو غزالة، ومدير التصوير السينمائي العراقي زياد تركي.

## المتنافسون

### جائزة أفضل فيلم روائي طويل[3]
| اسم الفيلم           | المخرج           | بلد الانتاج |
| -------------------- | ---------------- | ----------- |
| آخر السعاة           | سعد العصامي      | العراق      |
| عروس المطر           | حسين حسن         | العراق      |
| ميسي بغداد           | سهيم عمر خليفة   | العراق      |
| المرهقون             | عمر جمال         | اليمن       |
| رحلة يوسف            | جود سعيد         | سوريا       |
| طرف الخيط            | شريف شعبان       | مصر         |
| حمى البحر المتوسط    | مها الحاج        | فلسطين      |
| مطلقات الدار البيضاء | محمد عهد بن سودة | المغرب      |
| الشرنقة              | احمد الكرتيت     | الكويت      |
| وداعا جوليا          | محمد كردفاني     | السودان     |
| إن شاء الله ولد      | امجد الرشيد      | الأردن      |
| بنات ألفة            | كوثر بن هنية     | تونس        |

### جائزة أفضل فيلم قصير[4]
| اسم الفيلم       | المخرج        | بلد الانتاج |
| ---------------- | ------------- | ----------- |
| ترانزيت          | باقر الربيعي  | العراق      |
| خطاف             | ياسر الاعسم   | العراق      |
| يد أمي           | كاردينا هيمن  | العراق      |
| دويرة            | سيف صباح      | العراق      |
| كيمر عرب         | رانيا حمزة    | العراق      |
| 16 مللي          | عبدالله جاد   | مصر         |
| عيسى اعدك بالجنة | مراد مصطفى    | مصر         |
| فطيمة            | احمد عادل     | مصر         |
| نصف روح          | مروان طرابسلي | تونس        |
| فلسطين 87        | بلال الخطيب   | فلسطين      |
| الحفرة           | علي بازي      | لبنان       |
| عزلة             | جمال غيلان    | البحرين     |
| عروس البحر       | محمد عتيق     | البحرين     |
| فوتوغراف         | المهند كلثوم  | سوريا       |
| الموجة الاخيرة   | مصطفى فرماتي  | المغرب      |

### جائزة أفضل فيلم وثائقي[5]
| اسم الفيلم     | المخرج          | بلد الانتاج |
| -------------- | --------------- | ----------- |
| ساوة           | هادي ماهود      | العراق      |
| هايبو          | علي سهر         | العراق      |
| زيرو           | اسعد الهلالي    | العراق      |
| الاكراد في مصر | زهي كامل        | مصر         |
| شارع شامبليون  | اسماء ابراهيم   | مصر         |
| تطبيش          | رولا اشرف       | مصر         |
| مي             | صلاح الحو       | فلسطين      |
| جنة الطيور     | عبدالله الرئيسي | عمان        |
| قشرة بصلة      | رفد باش         | سوريا       |
| سطل            | عادل الحيمي     | اليمن       |

## الفائزون
| الجائزة               | الفائز                                                                                        |
| --------------------- | --------------------------------------------------------------------------------------------- |
| أفضل فيلم روائي طويل  | وداعاً جوليا للمخرج السوداني محمد كردفاني.                                                     |
| أفضل فيلم قصير        | مناصفة بين، فلسطين 87 للمخرج الفلسطيني بلال الخطيب وفيلم ترانزيت للمخرج العراقي باقر الربيعي. |
| أفضل فيلم وثائقي      | سَطل للمخرج اليمني عادل الحيمي.                                                                |
| جائزة لجنة التحكيم    | إن شاء الله ولد للمخرج الاردني أمجد الرشيد.                                                   |
| أفضل فيلم رسوم متحركة | الفيلم العراقي سكتش.                                                                          |
| أفضل مخرج             | محمد عهد بن سودة عن فيلمه مطلقات الدار البيضاء.                                               |
| أفضل تصوير            | فيلم المرهقون من اليمن.                                                                       |
| أفضل سيناريو          | سيناريو ولاء المانع لفيلم آخر السعاة.                                                         |
| أفضل ممثل             | رائد محسن عن دوره في فيلم آخر السعاة.                                                         |
| أفضل ممثلة            | زهراء غندور عن دورها في فيلم ميسي بغداد.                                                      |